# نسيم عبد العالي
نسيم مصطفى عبد العالي (ولد في 19 ديسمبر 1981) هو لاعب كرة القدم فرنسي. يلعب حاليًا في النادي الرياضي ليفردون في البطولة السويسرية الدرجة الثالثة [الإنجليزية].
في 28 فبراير 2010 ، ظهر عبد العالي في الدوري مع نادي نيريغيهازا سبارتاكوس عندما فاز بـ 3-2 على نادي فاساس.

## روابط خارجية
- نسيم عبد العالي على موقع رابطة كرة القدم الفرنسية للمحترفين (الإنجليزية)
- نسيم عبد العالي على موقع قاعدة بيانات كرة القدم.إي يو (الإنجليزية)